# Todbjerg Sogn
Todbjerg Sogn er et sogn i Århus Nordre Provsti (Århus Stift).
I 1800-tallet var Mejlby Sogn anneks til Todbjerg Sogn. Begge sogne hørte til Øster Lisbjerg Herred i Randers Amt. Todbjerg-Mejlby sognekommune blev ved kommunalreformen i 1970 indlemmet i Aarhus Kommune.
I Todbjerg Sogn ligger Todbjerg Kirke.
I sognet findes følgende autoriserede stednavne:
- Balle (bebyggelse, ejerlav)
- Balle Hede (bebyggelse)
- Balle Mark (bebyggelse)
- Ballehøj (bebyggelse)
- Bendstrup (bebyggelse, ejerlav)
- Bredeng (areal)
- Grøttrup (bebyggelse, ejerlav)
- Hårup (bebyggelse, ejerlav)
- Klokkebakke (areal)
- Lille Todbjerg (bebyggelse)
- Lindå (bebyggelse, ejerlav)
- Lindå Hede (bebyggelse)
- Pannerup Mose (areal)
- Risvang (bebyggelse)
- Skovsbjerg (areal)
- Skårupgård (ejerlav, landbrugsejendom)
- Todbjerg (bebyggelse, ejerlav)
- Todbjerg Præstemark (bebyggelse)